# Pourquoi n'y a-t-il pas eu de grandes artistes femmes ?

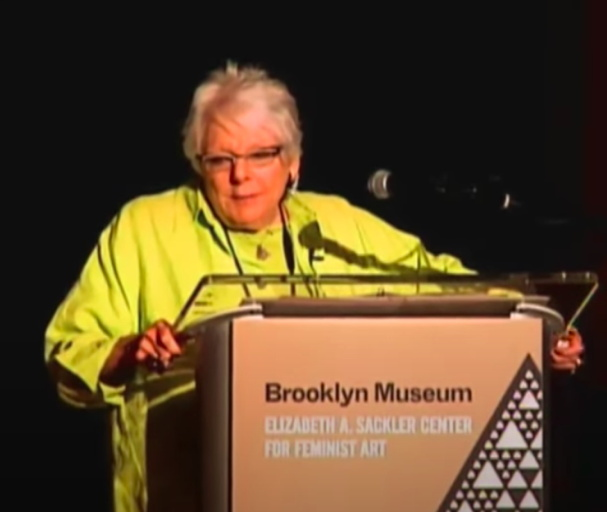
Linda Nochlin en 2012.

Pourquoi n'y a-t-il pas eu de grandes artistes femmes ? est un essai écrit par l'historienne de l'art américaine Linda Nochlin, publié en 1971 dans la revue ARTnews sous le titre anglais « Why Have There Been No Great Women Artists? ». Le texte connaît très vite une renommée mondiale.
Considéré comme un essai majeur dans l'histoire de l'art féministe, il a été traduit en français en 1993, dans le recueil Femmes, art, et pouvoir et autres essais.

## Publication
Publié en 1971, une première fois sous le titre « Pourquoi n'y a-t-il pas de grandes artistes femmes ? » dans Woman in Sexist Society: Studies in Power and Powerlessness, l'essai de Linda Nochlin fut ensuite retravaillé, puis renommé « Pourquoi n'y a-t-il pas eu de grandes artistes femmes ? » et publié dans ARTnews. Il a également été publié avec d'autres essais, et photographies, dans Art and Sexual Politics: Why Have There Been No Great Women Artists?. L'essai a été réimprimé régulièrement depuis, notamment dans le livre de Nochlin, Femmes, art, et pouvoir : et autres essais.
L'essai parait à une période où, selon un essai publié par Barbara Ehrlich White en 1976, aucune femme artiste n’est mentionnée dans les manuels généralistes américains alors disponibles, et où les collections des musées n’abritent que quelques rares œuvres signées par des femmes.

## Contenu
Dans « Pourquoi n'y a-t-il pas eu de grandes artistes femmes ? », Linda Nochlin examine les obstacles institutionnels (en opposition à ceux individuels) qui ont empêché les femmes en Amérique du Nord de réussir dans le milieu artistique.

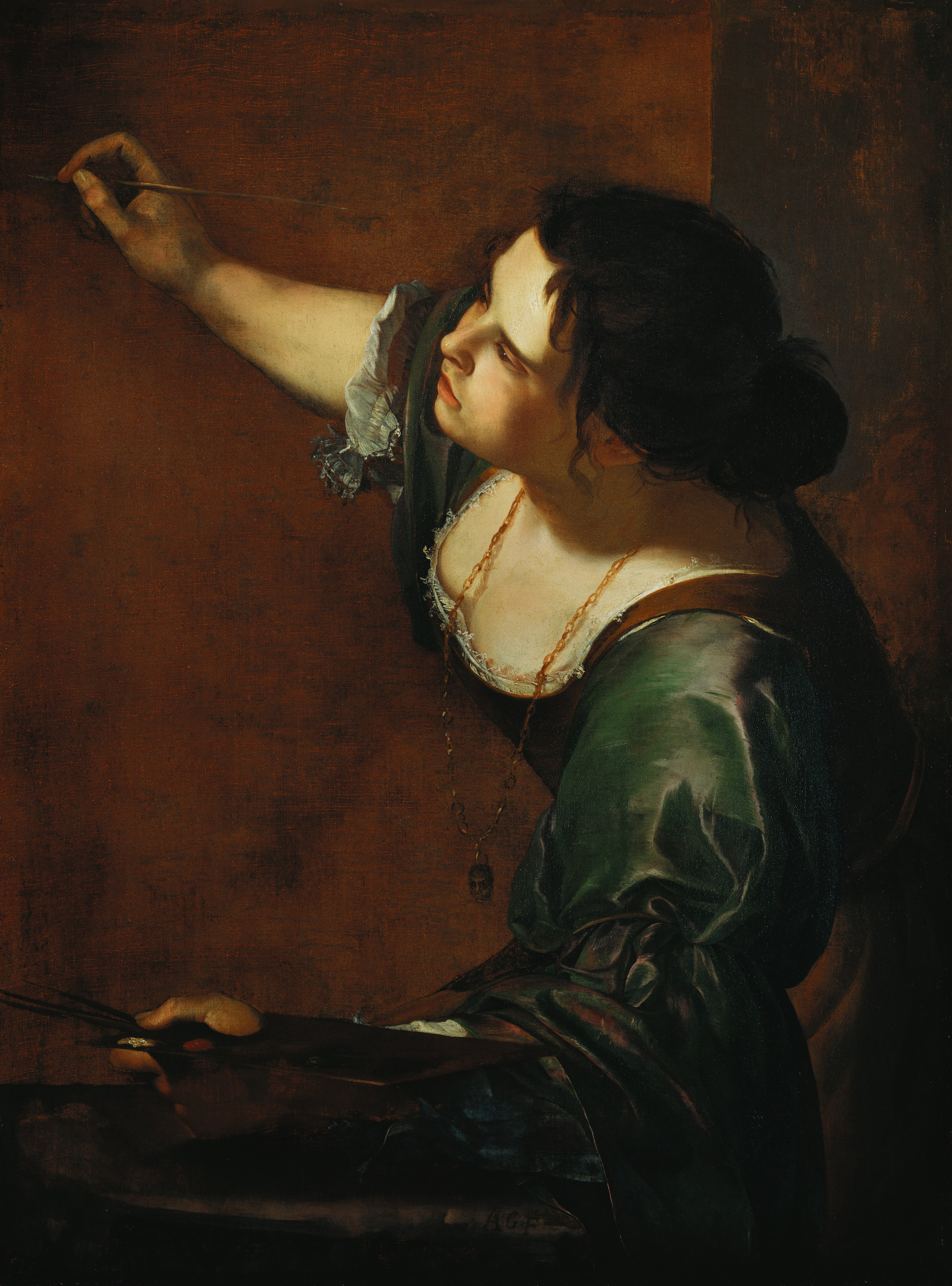
Artemisia Gentileschi, Autoportrait en allégorie de la peinture (vers 1638).

Elle divise son argumentaire en plusieurs parties, dont la première reprend les hypothèses implicites dans le titre de l'essai, suivi par « La question de la nudité » (The Question of the Nude), « L'accomplissement de la femme » (The Lady's Accomplishment), « Succès » (Successes), et « Rosa Bonheur ». Dans son introduction, Linda Nochlin reconnaît « la recrudescence de l'activité féministe » en Amérique comme une condition pour interroger les fondements idéologiques de l'histoire de l'art. Elle invoque également la proposition de John Stuart Mill qui affirme que « nous avons tendance à accepter ce qui est comme naturel ».
Dans la conclusion, elle statue ainsi : « J'ai essayé de trouver une réponse à l'une des questions essentielles dont l'on se sert pour contester la demande des femmes concernant une égalité véritable, et non seulement symbolique, en examinant toute la substructure intellectuelle erronée sur laquelle la question « Pourquoi n’y a-t-il pas eu de grandes femmes artistes ? » est fondée ; en remettant en question la validité de la formulation des problèmes dits en général et le "problème" des femmes spécifiquement; et puis, en explorant certaines des limites de la discipline de l’histoire de l’art elle-même ». »

## Postérité
« Pourquoi il n'y a pas eu de grandes artistes femmes ? » est aujourd'hui considéré comme une des œuvres principales des champs théoriques et historiques de l'art féministe dans la mesure où il rend publics les barrages institutionnels auxquels les femmes d'Amérique du Nord ont dû faire face tout au long de l'histoire. Linda Nochlin examine l’histoire du manque d’éducation artistique des femmes ainsi que la nature de l’art et du génie artistique tels qu’ils sont actuellement définis. L'essai a également permis d'impulser une dynamique dans la redécouverte des femmes artistes ; il fut notamment suivi de l'exposition Women Artists : 1550-1950 en 1976.
Le titre de l'essai et son contenu ont inspiré nombre d'essais et autres publications à propos de l'absence des femmes dans certaines professions, comme Pourquoi n'y-a-t-il pas eu de grandes cheffes femmes ? de Charlotte Druckman. En 1989, une exposition a été organisée pour accroître la visibilité des femmes artistes intitulée Women's Work: the Montana Women's Centennial Art Survey Exhibition 1889-1989, cette exposition fut grandement inspirée par le travail de Linda Nochlin.